# Air Columbus
Air Columbus — колишня чартерна авіакомпанія зі штаб-квартирою в Лісабоні, Португалія.

## Історія
Авіакомпанія Air Columbus (Transporte Aereo Nao Regular) заснована в 1989 році для забезпечення чартерних пасажирських перевезень аеропортів Фуншала і Фару в країни Північної Європи. Спочатку флот перевізника складався з одного літака Boeing 727, у якого були проведені роботи з технічної модернізації двигунів з метою підвищення їх тягооснащеності і паливної ефективності. Перший пробний рейс компанії був виконаний 5 жовтня 1989 року з аеропорту Фару в лондонський аеропорт Гатвік, на борту перебували екіпаж і технічні фахівці британської корпорації Avro.
Надалі розклад чартерів включав у себе прямі рейси з Фуншала у Велику Британію, а також трансатлантичні рейси з аеропортів Терсейра і Понта-Делгада (Азорські острови) в Монреаль (Канада) і Провіденс (Род-Айленд, США). У березні 1990 року парк перевізника поповнився другим літаком Boeing 727, а на початку 1992 року — трьома лайнерами Boeing 737-200, взятими в оренду у норвезької авіакомпанії Norway Airlines.
На піку свого розвитку Air Columbus виконувала пасажирські перевезення з Фару, Фуншала, Лісабона і Порту в аеропорти Іспанії (включаючи Канарські острови), Франції, Німеччини, Великої Британії, Фінляндії, Швеції, Австрії, Швейцарії, Італії, Сполучених Штатів Америки та Канади.
У 1993 році в комерційній діяльності авіакомпанії почала спостерігатися стагнація, а потім і загальний спад, пов'язаний зі зниженням обсягів перевезень і неефективним менеджментом перевізника. Всі ці проблеми в поєднанні із загальним економічним спадом у галузі туристичного бізнесу і фінансовими проблемами одного з головних акціонерів Air Columbus компанії Sterling Airways призвели авіакомпанію наприкінці 1994 року до повного банкрутства.

## Флот
У різні періоди своєї роботи авіакомпанія Air Columbus експлуатувала наступні типи літаків:
- Boeing 727-2J4Adv(RE)
- Boeing 737-300